# 朱清孟
朱清孟（1958年5月—），中华人民共和国政治人物。河南邓州人。

## 生平
1976年9月参加工作，1983年毕业于郑州大学经济系政治经济学专业，取得经济学学士学位；1984年6月加入中共。1997年9月任河南农业大学党委副书记；2001年4月，任华北水利水电学院党委书记。2013年3月，任河南省教育厅厅长、书记，省委高校工委书记。